# Xã Anderson, Quận Madison, Indiana
Xã Anderson (tiếng Anh: Anderson Township) là một xã thuộc quận Madison, tiểu bang Indiana, Hoa Kỳ. Năm 2010, dân số của xã này là 56.436 người.